# Flu Game shoes
Los Flu Game shoes («Zapatos del juego de la gripe») son unos Nike Air Jordan XII, negros y rojos, talla 13, usados por Michael Jordan en el quinto juego de las Finales de la NBA de 1997, comúnmente llamado The Flu Game («El juego de la gripe»). El partido fue entre los Chicago Bulls de Jordan y los Utah Jazz. Se informó que Jordan tuvo gripe antes y durante el juego. Más tarde se reveló que padecía una intoxicación alimentaria.
Michael Jordan le dio los zapatos a un recogepelotas de los Utah Jazz después del partido. Los zapatos se almacenaron en la bóveda de un banco durante 15 años y luego se vendieron en una subasta por más de US$ 104 000 en 2013. Se vendieron en subasta por segunda vez en junio de 2023 por 1,38 millones de dólares.

## Trasfondo
Antes del Juego 5 de las Finales de la NBA de 1997, Michael Jordan se enfermó. Participó en el juego a pesar de su enfermedad y el juego se conoció como «The Flu Game» («El juego de la gripe»). Jordan disputó 44 minutos de partido y acabó con 38 puntos, 7 rebotes y 5 asistencias. Con 25 segundos restantes en el juego, Jordan hizo una canasta ganadora de 3 puntos. Los Bulls ganaron las Finales de la NBA en el juego 6. Los zapatos que usó Jordan en el juego 5 se conocieron como los Flu Game shoes («zapatos del juego de la gripe»), aunque más tarde se reveló que Jordan en realidad sufrió una intoxicación alimentaria durante el juego.
Los zapatos son unos Nike Air Jordan XII talla 13 en negro y rojo.

## Historia de propiedad
Después del partido, Michael Jordan entregó los zapatos firmados al recogepelotas de Utah Jazz, Preston Truman. El recogepelotas le preguntó a Jordan: «¿Vas a hacer algo con tus zapatos después del partido?». Jordan preguntó: «¿Por qué, los quieres?» Truman le dijo a Jordan que sería un honor.
Durante quince años, Truman se aferró a los zapatos, guardándolos en una caja de seguridad de un banco de Utah. Afirma haber rechazado una oferta por US$11.000. En 2013, Truman ofreció los zapatos a la venta a través de Grey Flannel Auctions y la oferta comenzó en 5000 dólares estadounidenses antes de alcanzar un precio de venta de 104 765 dólares estadounidenses. El precio de venta de los zapatos fue un precio récord para zapatos usados en un juego en ese momento. El 14 de junio de 2023, los zapatos fueron subastados por segunda vez, esta vez en el sitio de subastas Goldin. La puja se inició en US$500.000; después de dos semanas en el sitio de subastas, el precio superó los 1.000.000 de dólares estadounidenses. Los zapatos finalmente alcanzaron un precio de venta de 1,38 millones de dólares.